# Dorcadion darjae
Dorcadion darjae är en skalbaggsart som beskrevs av Aleksandr Sergeievich Danilevsky 2001. Dorcadion darjae ingår i släktet Dorcadion och familjen långhorningar. Inga underarter finns listade i Catalogue of Life.